# Mattbläcksvamp
Mattbläcksvamp (Coprinellus xanthothrix) är en svampart som först beskrevs av Henri Romagnesi, och fick sitt nu gällande namn av Vilgalys, Hopple & Jacq. Johnson 2001. Mattbläcksvamp ingår i släktet Coprinellus och familjen Psathyrellaceae. Arten är reproducerande i Sverige. Inga underarter finns listade i Catalogue of Life.